# Convention Army

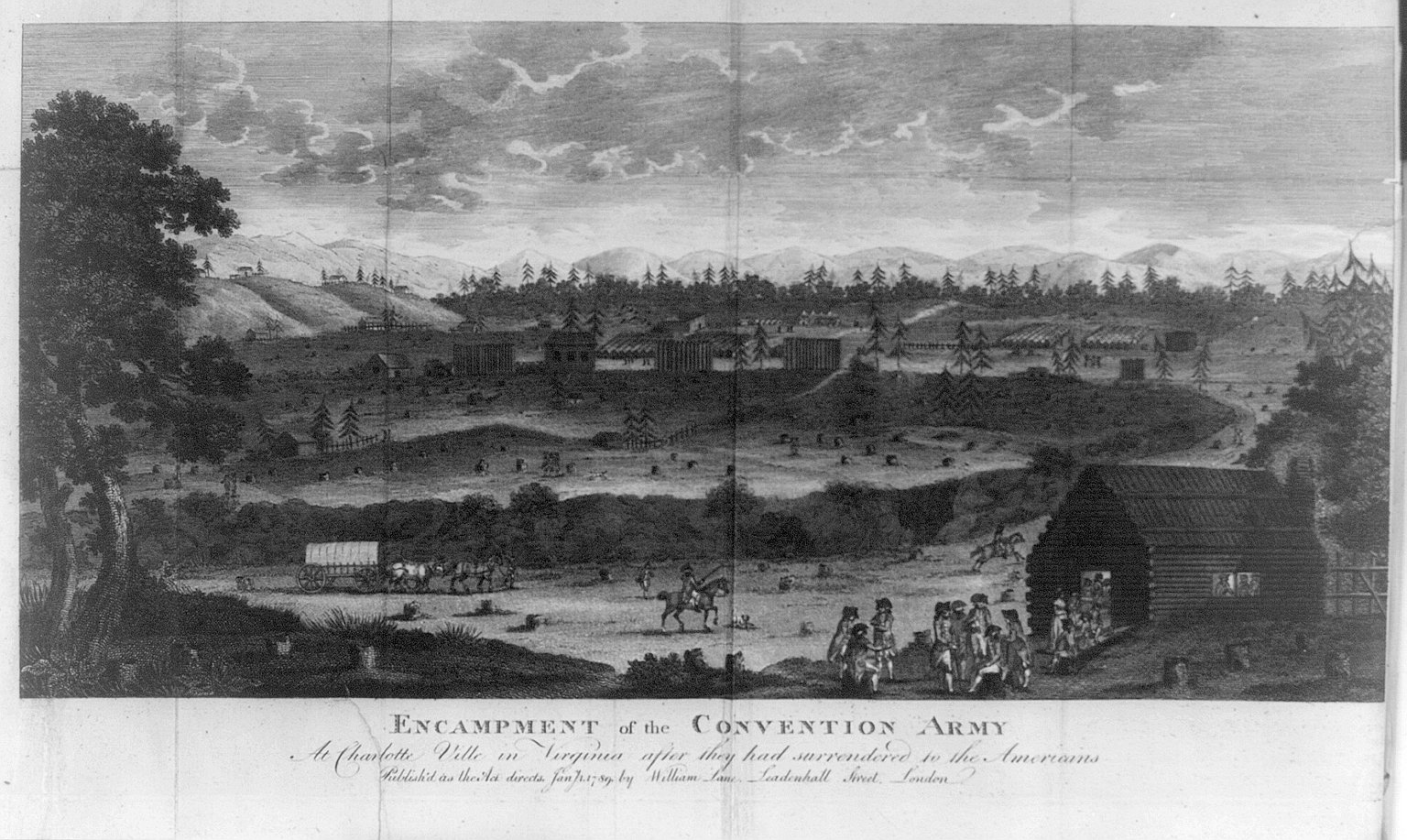
Lager der Convention Army in Charlottesville in Virginia. (Kupferstich von 1789)

Als Convention Army (1777–1783) wurden die gefangenen britischen und alliierten Truppen des Saratoga-Feldzuges nach der Schlacht von Saratoga im Amerikanischen Unabhängigkeitskrieg bezeichnet.
Am 17. Oktober 1777 verhandelte der britische General John Burgoyne mit dem amerikanischen General Horatio Gates die Kapitulationsbedingungen für seine verbliebenen Streitkräfte aus dem Saratoga-Feldzug. Die Bedingungen wurden im Abkommen von Saratoga (Convention of Saratoga) festgehalten und legten fest, dass die Armee nach Europa zurückgesandt werden würde, wenn sie das Ehrenwort geben würde, nicht wieder in Nordamerika zu kämpfen. Gates schickte insgesamt mehr als 5.800 britische, braunschweig-wolfenbüttelsche und kanadische Truppen nach Boston.
Der Kontinentalkongress befahl Burgoyne, eine Liste und Beschreibung aller Offiziere zu liefern, um sicherzustellen, dass sie nicht zurückkehren würden. Als Burgoyne das ablehnte, annullierte der Kongress die Bedingungen das Abkommen. Im November 1778 war die Convention Army 1.127 Kilometer in Richtung Süden nach Charlottesville (Virginia) marschiert und wurde hier in kurzfristig errichteten Baracken (Albemarle Barracks, benannt nach Albemarle County, dem Gebiet um Charlottesville) bis 1781 festgehalten. In dieser Zeit war die Convention Army ein wichtiger Wirtschaftsfaktor in der Region (vor allem im Blue-Ridge-Gebiet).
Die zur Bewachung abgestellten Virginia-Truppen wurden generell besser ernährt und ausgerüstet als andere Truppen der Nordamerikaner, so dass in den Briefen der Gefangenen von einer starken Armee die Rede war. Geld, das von den Familien der Gefangenen aus Großbritannien und Deutschland gesandt wurde, lieferte harte Währung für das ländliche Gebiet von Charlottesville. Unter den Gefangenen waren hochrangige Offiziere, zum Teil auch deren Frauen und Kinder (z. B. Generalmajor Friedrich Adolf Riedesel). Sie waren während der Internierung in Charlottesville gern gesehene Gäste bei gesellschaftlichen Anlässen und wurden z. B. von Thomas Jefferson eingeladen.
1781, als die britischen Streitkräfte militärische Initiativen in Virginia starteten, wurde die Convention Army erneut verlegt und nach Norden nach Lancaster (Pennsylvania) überführt. Abgesehen von einigen ausgetauschten Offizieren blieben die Gefangenen bis 1783 interniert. Als der Krieg formell endete, wurden diejenigen, welche die Gewaltmärsche und den Typhus überlebt hatten, nach Hause geschickt.